# Il faraone (Christian Jacq)
Il faraone (Pharaon, mon royaume est de ce monde) è un romanzo scritto da Christian Jacq e pubblicato in Francia nel 2018, e in Italia nel 2019.

## Trama
Il romanzo alterna la narrazione in prima persona, con Thutmose III come narratore, a quella in terza persona.
Hatshepsut, la donna Faraone, muore dopo un regno prospero dominato dalla sua autorità benevola, e un fulmine e il successivo diluvio di Tebe che seguono la sua dipartita si presentano come la collera di Seth, auspicante una catastrofe: sul trono si sta infatti per sedere il suo erede, Thutmose III, poco più che adolescente, ma questi si disinteressa al potere, preferendo accontentarsi di vivere lontano dai fastidi della vita quotidiana. Pertanto, temendo che la sua ascesa al trono significherebbe la rovina dell'Egitto a causa di tali motivi, alcuni cortigiani premono dunque per porre il Primo ministro User come sovrano effettivo soppiantante Thutmose, in modo che sia appoggiato da ogni componente dello stato, in primis il Primo servitore di Amon Menkh il Vecchio. Con loro sorpresa, però, il giovane Faraone dimostra subito di che pasta è fatto: conferma le posizioni di entrambi gli uomini, insieme a quella di Antef, grande araldo e suo segretario particolare, considerati i loro contributi per una migliore amministrazione dell'Egitto, mentre Minmes, uno degli amici d'infanzia di Thutmose, diventa coppiere e controllore degli alimenti solidi e liquidi destinati al sovrano; Minmes diverrà anche portavoce del popolo in accordo con il Vecchio, senza compenso. Thutmose inizia inoltre a fare la conoscenza di Satiah, l'arpista al servizio di Huy, e inizia malamente a innamorarsi di lei; la loro unione sarà segnata dal destino, perché il termine "Faraone" designa sempre la coppia reale, contraddistinta come incarnazione di Iside e Osiride, ed è dunque impossibile per Thutmose restare da solo al comando.
A neanche due mesi di regno di Thutmose in solitaria, però, la fortezza egizia di Gaza, al confine della Palestina, viene assalita e rasa al suolo da un esercito palestinese, istigato dal principe di Kadesh che ha confederato le tribù palestinesi, generalmente in guerra tra di loro, e dal regno di Mitanni, che agogna di impadronirsi dell'Egitto e delle sue ricchezze. Thutmose conduce quindi il suo esercito fino a Megiddo, la base delle operazioni siro-mitanniche, per porre fine alla rivolta. Con il monte Carmelo sovrastante sull'esercito egizio, i suoi consiglieri gli propongono tre percorsi: uno centrale che porta dritto dritto a Megiddo, una strada tanto stretta da costringere i fanti e gli aurighi a procedere in fila indiana, e due che permetteranno entrambi all'esercito di prendere la coalizione ai fianchi, da nordovest o da sud-est. Thutmose, però, sceglie la via centrale, il passo di Aruna, confidando sul fatto che alla fine degli altri due percorsi sarebbero appostati degli arcieri in grado di indebolire l'esercito prima che raggiunga Megiddo. La scelta, seppur considerata una follia, consente agli egizi di cogliere di sorpresa l'esercito coalizzato dei principi di Kadesh e di Megiddo e costringerlo a rintanarsi nella città, che si arrende dopo un assedio sette mesi. Il magnanimo Thutmose rimanda a casa i principi di Megiddo e di Kadesh e tutti i capotribù della coalizione, ma in groppa ad asini, in segno di umiliazione per la loro arroganza, per poi prendere prigionieri tutti i soldati della città, risparmiandone però gli abitanti. Il figlio del principe di Megiddo, Lusi, non accetta però la malaparata, soprattutto sentendosi tradito dal padre che lui stesso aveva tentato di aiutare, e complotta di uccidere il Faraone; verrà preso e incaricato di bonificare una palude, mentre il suo complice e servo Baal, che chiamerà nome in Bak, diverrà servo di un proprietario terreno. Di ritorno a Tebe, Thutmose invita in privato Satiah, l'arpista, e si dichiara innamorato di lei; la donna, confidatasi con l'amica Merytre, accetta di sposarlo, a patto di poter continuare a suonare la sua arpa. La loro unione e il loro matrimonio vengono celebrati con fastosità. Tempo dopo, a seguito di una rivolta dei Voti che verrà sedata, i due avranno un figlio, Amenemhat.
Intanto, per i due siriani inizia un lungo e duro periodo di prigionia. Bak/Baal inizia a guadagnarsi la libertà lavorando sodo e guadagnandosi la fiducia dei suoi aguzzini, finendo per prendere in moglie una giovane siriana, che gli da tre figli.
Lusi, pur lavorando duro anch'egli come bonificatore di paludi, scala invece le gerarchie con i suoi inganni, addirittura uccidendo un suo aguzzino, facendosi credere morto e scappando in un villaggio, dove fa la conoscenza del suo vecchio capo che lo accoglie nella sua casa. Una notte, però, il vecchio accusa di furto Lusi e questi, preso dalla collera, lo strangola; facendo poi credere agli abitanti che il vecchio sia morto in pace, si fa poi eleggere dagli abitanti come suo successore, e domina col pugno di ferro il villaggio facendosi però passare per buon uomo, tanto che viene persino assunto a Menfi, dove inizia una nuova ascesa per avvicinarsi al Faraone e fargliela pagare per l'umiliazione da lui subita, fino a raggiungere una posizione elevata al Tesoro di Karnak. Intanto, però, User muore di vecchiaia e sfinimenti, e la sua posizione come Primo ministro del Faraone viene ceduta al suo competente nipote Rekhmire, mentre Menkh il Vecchio, anche lui morente, affida il suo posto da Primo servitore di Amon al suo omonimo figlio.
Thutmose guida poi una quinta campagna assediando prima la città di Oulazza, a nord di Tripoli, e poi Biblo, riconquistandole dai siriani aizzati da Mitanni, ma, di ritorno a Tebe, apprende che suo figlio Amenemhat è morto, annegato in un incidente. Nella sua sesta campagna, Thutmose prende prima il porto di Sumur con facilità, e poi assedia Kadesh, di cui l'anziano principe si arrende al Faraone, che però si limita a portare l'intera progenie dei principi coalizzati a Tebe e a Menfi, in modo che vengano educati e in seguito rispediti nelle loro terre d'origine, dove regneranno al posto dei padri, in modo da scongiurare in gran parte il rischio di rivolte anti-egizie. Sfortunatamente, però, Satiah, prostrata per il dolore della morte del loro amato figlio, nonostante la festa di rigenerazione in proprio favore, spira tra le braccia del marito, e poco dopo anche la sua superiora Huy si spegne, e le succede Merytre; Thutmose, pur non amandola, la sposa in spirito del dovere di Faraone, che designa la coppia reale, e dalla loro unione nascerà una bambina, Meritamen. Dopo una settima, duplice campagna in Nubia e nel Libano, Thutmosi riesce a spingersi fino all'Eufrate, a Mitanni, dove egli fissa i suoi confini, incutendo paura nell'intero regno pur essendo penetrato solo nelle periferie e nei villaggi, per poi ingaggiare una battaglia vittoriosa con l'esercito siriano e riconquistare Kadesh, la cui fortezza viene smantellata e il cui ciambellano, che aveva ucciso il principe di Kadesh, viene condannato a morte. La spedizione ha colpo in tutto il Medio Oriente, tanto che l'Egitto attrae ambasciatori da Babilonia, dall'Assiria e persino dall'Hatti, il quale propone un trattato di non aggressione, quello di Kurushtama, contro Mitanni. Ma uno dei figli dei principi siriani, Paheq, si accorda con un'organizzazione siriana volta a rovesciare il Faraone e riconquistare la Siria. Analogamente, Lusi si organizza con alcuni suoi compatrioti per uccidere il Faraone, servendosi anche dei predoni beduini Shasu, comandati da Bin, che assaltano le carovane in Siria e al tempo stesso provocando uno scompiglio nella società egizia nella regione; i risultati non si fanno attendere, e i beduini conquistano la città di Joppe, tenendo in ostaggio l'intera popolazione. Dopo una nuova campagna, dove persino Mitanni viene sconfitto gravemente, Thutmose rivolge la sua ambizione in Nubia, che viene anch'essa pacificata con un'ennesima campagna, mentre Merytre gli dà un altro figlio, Amenhotep; questi, alcuni anni dopo, sarà affidato al colosso Min, che lo renderà un grande guerriero. Lusi rivede invece Bak dopo tanti anni, e dopo un pranzo di riconciliazione, lo costringe a sottostare ai suoi ordini, minacciando la vita della sua famiglia. Bak entra così a far parte di quelli che sorvegliano il Tesoro di Karnak, ma ritorna anche a essere servo dell'amico di un tempo.
Thutmosi guida la sua quindicesima campagna contro i beduini che hanno conquistato Joppe: il nemico viene distrutto e gli ostaggi vengono salvati. Segue una sedicesima campagna, stavolta contro Paheq, nuovo principe di Tunip, lo stesso che Minmes aveva scelto in precedenza come suo collaboratore. Paheq guida la rivolta siriana contro il Faraone, ma viene ucciso dalla mora sua amante, da lui ripudiata a favore di un'altra donna e incollerita dalla sua infedeltà, e la stessa Tunip, priva dei comandanti ribelli, viene rasa al suolo. Minmes, che ha compreso di aver inconsapevolmente favorito un complotto, chiede all'amico Faraone di dimettersi, ma questi rifiuta e gli permette di restare al suo fianco. Di ritorno alla capitale, Thutmose annuncia la cancellazione del regno di Hatshepsut, il cui nome sparirà dalle liste reali, ma la sua identità come regina e il suo luogo di riposo saranno rispettati. Dopo la morte della centenaria Nebetu, Thutmose si dirige a Karnak, ma Minmes viene a sapere della presenza di Bak e Lusi tra i dipendenti del tempio e, sconvolto, avverte l'amico Mahu, un generale dell'esercito egizio, del pericolo incombente; trovati i loro sospetti fondati tramite l'assenza dei due siriani, i due comprendono che il Faraone è in pericolo. Lusi si avvicina al Faraone, solo di fronte a un bassorilievo rappresentante Satiah, ma proprio sul punto di ucciderlo viene prima morso dal cane Geb e poi ucciso a pugni da Bak, pur ferendo quest'ultimo gravemente. Bak, sopravvissuto, viene riconosciuto come eroe in quanto ha salvato il Faraone e sventato un attentato contro di lui denunciando tutti i colleghi che vi hanno partecipato.
Giunge però la dodicesima e ultima ora per Thutmose, arrivato a sessantun anni e al suo cinquantaquattresimo anno di regno. Stanco per le sue tante e lunghe imprese nel suo lungo regno, egli giace nel suo capezzale, con la sola compagnia del figlio Amenhotep, ormai diciottenne; fiero di aver dato la vita per rendere l'Egitto un regno forte e prospero, egli gli affida, come testamento, la guida del paese, al fianco del fedele Primo ministro Rekhmire.

## Personaggi
- Thutmose III: protagonista del libro. È un esperto in botanica e adora interessarsi ai testi antichi e a quelli sacri, eppure si ritroverà, suo malgrado, a indossare la corona dell'Alto e del Basso Egitto.
- User: l'anziano Primo ministro (equivalente al visir), si dimostra spesso intransigente con il prossimo.
- Nebetu: vecchia amica e confidente di Iside, madre di Thutmose, dolce ma vanitosa e determinata.
- Minmes: figlio di un operaio e grande amico di Thutmose, è appassionato di architettura e costruzione, e ha l'innata capacità di passare inosservato, ideale come spia, ed è tuttavia benvoluto da tutti.
- Mahu: altro amico d'infanzia di Thutmose. Imbattibile nella lotta e arciere eccezionale, comanda un reggimento di fanteria, e si auto-considera la guardia del corpo del protagonista.
- Puyemre: Secondo servitore di Amon.
- Menkh: Primo servitore di Amon, è detto il Vecchio per distinguerlo dal suo omonimo figlio detto il Giovane.
- Antef: grande araldo e segretario particolare del Faraone.
- Huy: anziana superiora delle musiciste del tempio di Karnak.
- Satiah: arpista sotto la guida di Huy. Prima moglie e regina di Thutmose, madre del suo primogenito.
- Merytre: collega e amica di Satiah, e figlia della Superiora delle musiciste del tempio di Karnak, di cui lei è cantante. Diventa la seconda moglie e regina di Thutmose e madre del suo successore.
- Djehuty: generale dell'esercito egizio, nemico-amico di Mahu.
- Tjanuni: capo dei servizi segreti egizi.
- Lusi: figlio ventenne del principe di Megiddo, dopo l'assedio di Megiddo viene pervaso dall'odio verso tutti, in primis il Faraone, che ha umiliato suo padre.
- Baal: servitore di Lusi, anche lui ventenne, al contrario del suo padrone è più moderato e difficilmente si lascia trasportare eccessivamente dalle emozioni.
- Voti: un Retenu al servizio del principe di Kadesh e assassino.
- Kenna: un intendente del Faraone.
- Sabastet: un anziano barbiere al servizio di Thutmose, dimostrerà il suo coraggio salvandogli la vita.
- Rekhmire: governatore di Tebe, specialista di economia e nipote di User, scelto da quest'ultimo in quanto considera incompetenti i propri figli.
- Merkal: un nubiano, capo della sua tribù.
- Allanda: un altro nubiano, capo della sua tribù.
- Paheq: figlio del principe siriano di Tunip.
- Min: un colosso esperto nelle arti marziali e militari.
- Bin: comandante beduino, prende possesso di Joppe rendendone tutti gli abitanti ostaggi.

## Curiosità
- Fanno di nuovo la loro apparizione il Vecchio e il suo asino Vento del Nord, già apparsi nella tetralogia Il figlio di Ramses, altra saga di Christian Jacq. L'asino Vento del Nord è già apparso anche nella tetralogia I misteri di Osiride e nella trilogia Il romanzo di Kheops, e insieme al cane Geb anche ne Il mago del Nilo: Imhotep e la prima piramide.

## Edizioni
- Christian Jacq, Il faraone, traduzione di Maddalena Togliani, Milano, Tre60, 21 novembre 2019,  p. 479, ISBN 978-88-670-2548-0.
- Christian Jacq, Il faraone, collana Tre60 Best, traduzione di Maddalena Togliani, tascabile, Milano, Tre60, 22 ottobre 2020,  p. 480, ISBN 978-88-670-2634-0.
- Christian Jacq, Il faraone. Il grande romanzo di Thutmose III, collana I maestri dell'avventura, traduzione di Maddalena Togliani, tascabile, Milano, TEA, 19 gennaio 2024,  p. 480, ISBN 9788850268009.